# Кавко, Николай Трофимович
Николай Трофимович Кавко (род. 25 августа 1933, с. Мирославка Минской области) — белорусский партийный и государственный деятель, заведующий делами Совета Министров Беларуси (1989—1994).

## Биография
Окончил планово-экономический факультет БИНХ имени В. В. Куйбышева (1957), Минскую высшую партийную школу.
Первый секретарь Жабинковского райкома КП Белоруссии, ответработник Брестского облисполкома, инспектор ЦК КП Белоруссии (1971—1979).
С 1979 года заведовал планово-финансовым отделом Управления делами Совета Министров БССР. В 1984 году занял пост постоянного представителя Совета Министров БССР при Совете Министров СССР. В 1989—1994 гг. работал управляющим делами Совета Министров Республики Беларусь.
Депутат Верховного Совета Белорусской ССР 11-го и 12-го созывов (1985—1995). Награжденный Почетной грамотой Совета Министров Республики Беларусь.